# Friedrich Wilhelm Markull
Friedrich Wilhelm Markull (Reichenbach près d'Elbing, 17 février 1816 – Dantzig, 30 avril 1887) est un organiste et compositeur prussien.

## Biographie
Markull est disciple de Friedrich Schneider à Dessau. En 1836, il est nommé organiste de l'église de Sainte Maria de Danzig (aujourd'hui Gdańsk), où il travaille le reste de sa vie et est fort apprécié dans ses tâches de professeur, pianiste (il donne notamment des concerts de musique de chambre), compositeur et chef du Gesangverein,.
Parmi une cinquantaine d'œuvres, il compose des opéras, tous créés à Danzig : Maja und Alpino oder Die bezauberte Rose (décembre 1843), Der König von Zion (mars 1848), Das Walpurgisfest (janvier 1855) ; deux oratorios :Johannes der Täufer (1845) et Das Gedächtnis der Eutslafenen (Kassel, 1856) ; des symphonies, des lieder pour chant et piano, psaumes, des œuvres pour orgue, notamment Choralbuch (1845). Il adapte pour le piano (et piano à quatre mains) des œuvres de chambre et symphoniques de Haydn, Mozart, Beethoven et Schubert. Il est également critique pour le Danziger Zeitung.

## Discographie
- Œuvres pour orgue - Andrzej Szadejko, orgue Buchholz (1941) de l'église St. Nicholas de Stralsund (25-28 novembre 2016, MDG) (OCLC 1005196769)